# Eigenverbrauch (Solarstrom)
Eigenverbrauch von Solarstrom bedeutet, dass der durch Solaranlagen selbst erzeugte Strom direkt vor Ort vom Betreiber genutzt wird. Falls mehr Strom generiert wird als vom Betreiber verbraucht werden kann, fließt der Überschussstrom je nach den aktuell geltenden gesetzlichen Regelungen – die nach Staat und Anlagengröße variieren können – in das öffentliche Netz oder muss abgeregelt werden. Im Regelfall wird dem Betreiber für nicht selbstverbrauchten Solarstrom bei Einspeisung ins öffentliche Netz eine Einspeisevergütung ausbezahlt. In Deutschland wird das durch das Erneuerbare-Energien-Gesetz (EEG) geregelt.
Während bis in die 2010er Jahre in Deutschland die vollständige Einspeisung von selbst erzeugtem Solarstrom in das öffentliche Netz der Regelfall war, gewann seitdem vor dem Hintergrund der sinkenden Einspeisevergütung der Eigenverbrauch an Bedeutung. Der Eigenverbrauch kann durch intelligenten Stromverbrauch erhöht werden, wenn Verbraucher gezielt tagsüber oder sogar zu besonders sonnigen Zeiten eingeschaltet werden. Ebenso kann durch Einsatz von Batteriespeichern der zeitliche Versatz zwischen Stromerzeugung und Stromverbrauch gepuffert und damit der Eigenverbrauchsanteil erhöht werden.

## Regelung durch das Erneuerbare-Energien-Gesetz
Der Gesetzgeber hat die Vergütungssätze im EEG historisch durch Degressionsmechanismen regelmäßig abgesenkt; mit dem „Osterpaket“/EEG 2023 wurden die Sätze für Dach-PV jedoch (insbesondere bei Volleinspeisung) wieder angehoben, um den Ausbau zu beschleunigen. Die eigenständige Vergütung des Eigenverbrauchs wurde zum 1. April 2012 abgeschafft. Für Neuanlagen ab 2016 ist ab 100 kW installierter Leistung die Direktvermarktung Pflicht (heute in § 20 / § 21 EEG 2023 geregelt). Solarpaket I (2024) bringt u. a. Erleichterungen für Steckersolargeräte/Balkonkraftwerke (z. B. 800 W-Wechselrichtergrenze, Sonderregeln im EEG für Inbetriebnahmen ab 16. Mai 2024).

### Situation Schweiz
Laut Artikel 17 des schweizerischen Energiegesetzes (EnG 730.0) können sich mehrere Grundeigentümer und Endverbraucher zum gemeinsamen Eigenverbrauch zusammenschließen, sofern die gesamte Produktionsleistung im Verhältnis zur Anschlussleistung am Messpunkt erheblich ist.

## Netzparität
Die Netzparität – das heißt, dass der Selbstverbrauch günstiger ist als der Kauf des Stroms vom Versorger – ist im deutschen Energiemarkt bei neuen Anlagen seit den 2010er Jahren Realität. Die durchschnittliche Kilowattstunde (kWh) kostet aus der Eigenverbrauchsanlage nur noch 5–11 Cent (2023, siehe Stromgestehungskosten), während die durchschnittliche kWh bei den deutschen Energieversorgern bereits 48 Cent (Stand Januar 2023) und höher liegt.
Ein Teil der Ersparnis kommt daher, dass für den Selbstverbrauch keine Netzentgelte und sonstige Umlagen anfallen, die Stand 2023 47,1 % des Haushaltskundenpreises ausmachen. Die Befreiung des Selbstverbrauchs von Netzentgelten wird den Selbstverbrauchern nach wie vor zugestanden, obwohl die dezentrale Erzeugung nachweislich nicht zu einer Senkung, sondern zu einer Erhöhung der Gesamtkosten in den Verteilnetzen führt.

## Wirtschaftlichkeit
Um den Eigenverbrauchsanteil zu erhöhen, können sog. Solarbatterien installiert werden. Inwiefern die Gesamtwirtschaftlichkeit der Anlage dadurch beeinflusst wird, sollte jedoch gründlich geprüft werden. Insbesondere bei Balkonkraftwerken sind die Kosten für einen Speicher im Vergleich zur umgesetzten Energie recht hoch, sodass sich ein Speicher meist erst nach vielen Jahren amortisiert.
Es gibt mittlerweile Dienstleister, die bei der Bürokratie helfen, wenn Mehrfamilienhäuser Strom vom eigenen Dach oder aus der Nachbarschaft beziehen wollen. Das Potential für Solarstrom in Städten ist groß. Der Strombezug vom eigenen Dach senkt die Stromkosten um 25 bis 40 Prozent, da gegenüber Netzstrom die Kosten für Netzentgelte und Stromsteuer entfallen. Das könnte sich zukünftig ändern, da in der Debatte steht, für eingespeisten Strom auch Netzentgelte zu erheben. (Stand 2025)
Durch Anlagenteilverpachtung können auch Mieter den kostengünstigen Eigenverbrauchsstrom vom Mietshaus nutzen.
Einige Energieversorger bieten bereits eine Mixtur aus Solarstrom vom Dach und Ökostrom aus dem Netz an. Der damit erzielte Stromtarif liegt deutlich unter dem sonstigen Netztarif. Dies ist insbesondere für Mieter interessant, die beim kostengünstigen Eigenverbrauch von Solarstrom eher eingeschränkt sind.
In einem etwas größeren Rahmen, aber mit dem Zweck des Eigenverbrauchs, agieren Bürgerenergiegenossenschaften und Bioenergiedörfer.
In Bayern gibt es in Zusammenarbeit mit einer Energiegenossenschaft einen Stromtarif (sog. Öko-Regionalstromtarif), der den in der Region gewonnenen Solarstrom vor Ort vermarktet. Der Solarstrom wird den Betreibern von Solaranlagen direkt abgekauft zu einem höheren Preis als die Einspeisevergütung. Die Einspeisevergütung entfällt also. Dieser Strom wird dann wiederum direkt an die Verbraucher am Ort verkauft. Der Strom bleibt im örtlichen Stromnetz, wodurch Netzentgelte entfallen und der Stromtarif damit günstig ist.

### Mieter-Strom
Einige Hauseigentümer in Deutschland installieren Solaranlagen auf dem Dach eines Mietshauses und auch Blockheizkraftwerke und verkaufen den selbsterzeugten Strom an ihre Mieter bzw. beauftragen eine Firma, welche die Installation der Anlagen und den Verkauf des Stroms übernimmt. Der selbsterzeugte Strom ist günstiger als der Strom aus dem Netz, da u. a. Transportkosten für den Strom durch das Stromnetz entfallen sowie einige Steuern. Die Teilnahme ist für die Mieter freiwillig. Die Stromlücken werden mit Strom aus dem Netz gefüllt. Mit Mieterstrom steigern Immobilienbesitzer die Attraktivität der eigenen Immobilie, weil die Nebenkosten sinken. Das Potential in Deutschland liegt bei etwa 1,5 Millionen Wohnungen.

## Komponenten einer Eigenverbrauchsanlage
Eine Photovoltaikanlage für Eigenverbrauch besteht aus mehreren Komponenten. Zum einen benötigt man die Photovoltaik-Module auf dem Dach, Garagen oder an Fassaden. Zusätzlich werden Wechselrichter, Solar-Laderegler, Solarbatterien aus Lithium-Ionen und ein Energiemanagement-System benötigt. Optional kann ein intelligenter Stromzähler verwendet werden. Optional kann ein Blockheizkraftwerk verwendet werden, um bei ungünstiger Wetterlage kein Strom aus dem Netz beziehen zu müssen. Optional kann eine Wärmepumpe verwendet werden, um überschüssigen Solarstrom in das Warmwassersystem bzw. Heizsystem zu überführen.
Über die PV-Module wird Sonnenenergie genutzt und Gleichstrom erzeugt. Der Wechselrichter wandelt diesen in Wechselstrom um und speist ihn in das Hausstromnetz ein. Ein Energiemanagement-System steuert den Verbrauch der einzelnen Geräte und koordiniert die Einspeisung in das Batteriesystem. Solar-Laderegler sorgen dafür, dass die Batterie mit dem richtigen Strom geladen wird, und fangen zu hohe oder niedrige Ladespannungen bzw. -ströme ab. Die Abrechnung des Eigenverbrauchs mit dem öffentlichen Energieversorger findet über eine spezielle Anordnung der Stromzähler statt.
Bereits bestehende PV-Anlagen können mit dem Solar-Laderegler, Energiemanagementsystem und der Batterie nachgerüstet werden. Für neue Anlagen gibt es Produkte, welche Wechselrichter, Solar-Laderegler und intelligentes Energiemanagement-System in einem Gerät vereinen. Dies macht die Errichtung leicht und schnell (komplette Anlage innerhalb eines Tages) und für den Besitzer einfach zu bedienen.

## Speicherung der Energie
Ein Energiemanagement-System speichert überschüssige Sonnenenergie, die produziert, aber nicht sofort selbst verbraucht wird, in eigenen Solarbatterien. Strom aus dem Öffentlichen Netz wird meist nicht zur Beladung der Batterie verwendet. Ausnahme ist z. B. die Einbindung der Solarbatterie in einen Schwarmspeicher für Netzdienlichkeiten. Mit Batterie-Speichersystemen lassen sich Netzausfälle überbrücken bzw. instabile Netze absichern. Steigende Strompreise einerseits und der Preisverfall bei Wechselrichtern und Batterien andererseits führten dazu, dass gespeicherter Solarstrom günstiger als Netzstrom ist. Mittlerweile (2/2014) sind die Preise für Akkus stark gefallen. Ebenso sind die Stromgestehungskosten für Solaranlagen stark gefallen, so dass man trotz Speicherung deutlich unter den Kosten für Netzstrom bleibt.
Neben der Speicherung elektrischer Energie sind auch andere Speicherformen in geringem Umfang nutzbar:
- Kältespeicherung, z. B. durch Aufladen von Gefriertruhen auf Tags −32 °C mittels Solarstrom, Nachts Anhebung auf −18 °C
- Wärmespeicherung bei Erdwärmepumpensystemen durch Umkehrung des Wärmeflusses oder durch bevorzugte Aufladung des Pufferspeichers

Auch sind in Deutschland Lösungen realisiert, bei denen ein Hausbesitzer mit Solaranlage den Akku seines Elektroautos als Stromspeicher nutzt.
Seit Ende 2014 werden Stromspeicher bzw. Batterieschränke in deutschen Privathaushalten und von Firmen zur Energiespeicherung und Energieeigennutzung verwendet. Im Zusammenspiel mit weiteren selbst erzeugten Energien wie z. B. durch Blockheizkraftwerke kann mit diesen Systemen ein Autarkiegrad von 100 % erreicht werden. Bei vielen Haushalten kommen jedoch nur Solarbatterien zum Speichern der Energie aus Photovoltaik oder Windkraft zum Einsatz und stellen diese zur Eigennutzung bereit. Wenn man dazu noch einen Teil der gespeicherten Energie zur Bereitstellung für Warmwasser und Heizung nutzt, lässt sich bereits so ein Autarkiegrad von bis zu 80 % erreichen. Bis Ende 2018 wurden solche Speichersysteme über die KfW gefördert.

## Heizen mit Solarstrom
Eine Alternative zur Speicherung von Solarstrom in Akkumulatoren besteht in der Speicherung der Energie in Thermospeichern. Dazu wird z. B. mit einer Wärmepumpe Solarstrom genutzt, um Brauchwasser oder auch Heizwasser zu erhitzen, welches anschließend in einem Thermospeicher (ähnlich einer Isolierkanne) gelagert wird. Die thermische Energie wird dann nicht wieder in elektrische Energie zurückverwandelt, sondern dem Heizsystem zugeführt. Die Kosten für die Nutzwärme können damit im Vergleich zu Öl- und Gasheizung von etwa 8 Cent/kWh auf etwa 2 Cent/kWh gesenkt werden. Außerdem kann die Gebäudemasse selbst zum Speichern von thermischer Energie, die durch Solarstrom und einem elektrischen Wärmeerzeuger (z. B. einer Wärmepumpe) erzeugt wurde, verwendet werden.

## Abrechnung mit dem Netzbetreiber
Um den Eigenverbrauch mit dem Energieversorger abzurechnen, müssen die in der PV-Anlage enthaltenen Stromzähler einerseits die Stromerzeugung, andererseits den Bezug von öffentlichem Strom sowie die Einspeisung in das öffentliche Netz erfassen. Der Eigenverbrauch errechnet sich aus der Differenz zwischen erzeugter (PV-Zähler) und eingespeister Energie (Einspeisezähler). Der Netzbetreiber erstellt auf Basis der Einspeise- und Eigenverbrauchswerte eine Gutschriftanzeige, auf Basis derer die Abschlagszahlungen an die PV-Anlagen-Betreiber berechnet werden.

## Beteiligung an den Netzkosten
Die Rentabilität des Eigenverbrauchs von Solarstrom ergibt sich dadurch, dass die Kosten des Strombezugs Vollkosten darstellen (also neben den Kosten der Stromerzeugung die Kosten des Stromnetzes und der Steuern beinhalten), während die Kosten des Endverbrauchers lediglich Teilkosten darstellen. Derzeit ist die Menge des eigenverbrauchten Solarstroms noch gering. Auf Grund der steigenden Strompreise (unter anderem durch die EEG-Umlage) wird mit einem steigenden Anteil selbst verbrauchten Solarstromes (und auch anderer Erzeugungsarten) gerechnet, was wiederum zu einem Anstieg des Strompreises führt, da die fixen Kosten des Netzes auf eine geringere Zahl von transportierten kWh umgelegt werden müssen. Um dies zu vermeiden und eine verursachergerechte Zuordnung der Netzkosten zu erreichen, werden eine Netznutzungsgebühr und eine erhöhte Gebühr für diejenigen vorgeschlagen, die sowohl Strom einspeisen als auch entnehmen.

## Solartarif
Im schweizerischen Energiegesetz (EnG 730.0) gibt es nur einen Hinweis, dass der Bundesrat in der Verordnung Bestimmungen erlassen kann, um Mieter und Pächter vor Missbräuchen zu schützen.
In der Energieverordnung werden dann zwei Orientierungspunkte für den Solarstrom definiert, um unfaire Preise zu verhindern:
Gestehungskosten
Der Preis für den Solarstrom soll sich an den Investitionen in die Solaranlage orientieren.
Außenbezug
Der interne Solarstrom soll nicht teurer sein als der vom öffentlichen Netz bezogene Strom.
Die Einnahmen aus der Einspeisung des Solarstroms ins öffentliche Netz müssen beim internen Solartarif abgezogen werden. Des Weiteren gibt es eine spezifische Mieterschutzbestimmung. Wenn der Bauherr in eine Solaranlage investiert, muss die Hälfte des eigentlichen Gewinnes an die Mieter verteilt werden. Diese Bestimmung gilt somit nicht für Baugenossenschaften oder Stockwerkeigentümerschaften.